# Rickinghall
Rickinghall è un villaggio nel distretto del Mid Suffolk, nella contea del Suffolk. 
Il villaggio è diviso in due parrocchie, Rickinghall Inferiore e Rickinghall Superiore, che si uniscono a Botesdale nell'apparire come un'unica area residenziale.
Una volta vi erano numerosi pub ma ora (2019) ne sono rimasti solo due: il The Bell Inn e il The Greyhound (Botesdale). Il White Horse fu trasformato in residenza privata nel novembre 2016.
Rickinghall ha dato i natali a Sir Mackenzie Bowell, Primo ministro del Canada dal 1894 al 1896.